# 弯枝乌头
弯枝乌头（学名：Aconitum fischeri var. arcuatum）为毛茛科乌头属下的一个变种。

## 扩展阅读
- 維基物種上的相關：弯枝乌头